# 페르 에빈드 스빈후부드
페르 에빈드 스빈후부드 아브 크발스타드(스웨덴어: Pehr Evind Svinhufvud af Qvalstad [ˈpæːr ˈeːvɪnd ˈsviːnhʉːvɵd][*], 1861년 12월 15일 ~ 1944년 2월 29일)는 핀란드의 정치인이다. 1917년 ~ 1918년과 1930년 ~ 1931년, 두 차례 총리로 재직했으며, 1918년 독립 직후 수개월 간 초대 국가 원수로 있었고, 1931년 ~ 1937년 공화국대통령으로 재임하여 다시 국가 원수의 자리에 있었다.
그의 이름은 스웨덴어인데, 다른 정치인들이 핀란드 독립을 전후해 스웨덴어 이름을 핀란드어로 개명하는 와중에도 500년 전통의 귀족가문 이름을 버릴 수 없다며 개명을 하지 않았다.

## 출신성분과 초기 생애
페르 에빈드 스빈후부드 아브 크발스타드는 페르 구스타브 스빈후부드 아브 크발스타드와 올가 폰 베커의 아들로 색스매키에서 태어났다. 스빈후부드의 부친은 그가 두 살이던 1863년 그리스 앞바다에서 배가 침몰해 죽었다. 스빈후부드는 유년기를 친조부 페르 구스타브 스빈후부드 아브 크발스타드(헤메 지역의 재무관)와 함께 보냈다. 스빈후부드가 조부와 함께 지낸 라폴라 집에서 스빈후부드 가는 5세대를 살았다.
스빈후부드 가는 스웨덴계 귀족가로서 스웨덴 달라르나에 그 조상을 둔다. 칼 12세 때의 대북방 전쟁 당시 스웨덴 육군 중위 페르 구스타브 스빈후부드 아브 크발스타드가 라폴라로 이주하면서 가문이 시작되었다. 스웨덴에서는 1574년부터 귀족가로 승격되었고 1818년 핀란드 기사원에 들었다. 1866년 스빈후부드의 조부가 총기자살한 뒤 라폴라 저택은 매각되고 스빈후부드는 모친과 누이와 함께 헬싱키로 이주했다.
스빈후부드는 헬싱키에서 스웨덴어 고등학교에 다녔다. 1878년 16세 나이로 황립 헬싱키 알렉산드르 대학교에 들어갔고 1881년 학사학위를, 1882년 석사학위를 받았다. 주전공은 역사였다. 이후 1886년 법학석사 학위를 받으면서 졸업했다. 1889년 스빈후부드는 알마 팀그렌(1869년-1953년)과 결혼고 슬하에 윙그베(1890년-1991년), 일모 그레텔(1892년-1969년), 아이노 마리(1893년-1980년), 에이노(1896년-1938년), 아르네(1904년-1942년), 에이빈드(1908년-1969년) 6명을 두었다.

## 법조인 경력
스빈후부드의 법조인 경력은 정석을 따랐다. 변호사로 일하고 이후 지역 법원에서 일하다가 투르쿠 항소심재판소 판사보가 되었다. 1982년 비교적 젊은 31세 나이로 원로원 입법위원회 위원으로 임명되었다. 6년간 위원회에서 일하면서 세법을 다시 짰다. 또 1894년과 1899년-1906년에는 스빈후부드 가의 당주로서 핀란드 국회에 귀족계급 의원으로 출석했다.
스빈후부드는 세법 개혁 일에 싫증을 느끼고 1902년 항소심재판소로 돌아갔다. 이때만 해도 스빈후부드의 인생 목표는 농촌 지역 판사로 임용되어 노후를 쉽게쉽게 살아가는 것이었다. 그러나 1899년 러시아 제국이 러시아화 정책을 들고 나오면서 핀란드 대공국의 자치권이 억압되었고, 핀란드 측의 법률적 헌법적 저항이 일어났는데 이 과정에서 항소심재판소 판사였던 스빈후부드도 정계 중요 인물로 부상했다.
1902년 헬싱키 주민 몇 명이 우시마의 징병거부 시위를 러시아가 폭력진압했다면서 투르쿠 항소심재판소에 소를 제기했다. 재판소는 니콜라이 보브리코프 총독에 대한 소송 절차를 시작했다. 보브리코프는 스빈후부드를 비롯한 판사 여섯 명을 자르는 것으로 대응했는데, 핀란드인들은 이를 폭거라고 받아들였다.
본래 스빈후부드는 온건파인 핀란드당에 속했지만 판사에 대한 폭거는 곧 정의의 문제로서 정치적 고려의 대상이 될 수 없다며 강경한 입헌주의자로 전향하게 되었다. 스빈후부드는 헬싱키로 가서 변호사 일을 하면서 국회에 출석하면서 동시에 카갈리라는 비밀결사 활동을 했다. 스빈후부드는 1905년 신분제 의회였던 핀란드 국회가 오늘날의 핀란드 의회로 전환되는 것을 주도했으며, 이듬해에는 구 핀란드당에 대비되는 청년 핀란드당 소속의 의회 의원으로 선출되었다.
스빈후부드는 1906년 헤이놀라 지역 판사로 임용되자 정치 일선에서 물러나려 했다. 그러나 1907년 의회는 그를 의장으로 선출했는데, 당시 다수당이던 사회민주당이 스빈후부드를 불법과 싸우는 가장 저명한 유명인사라고 간주했기 때문이다. 스빈후부드는 회기 개회 연설에서 법치를 강조했다. 이에 러시아 차르는 1909년, 1910년 두 차례 의회를 해산시키는 것으로 맞섰다. 스빈후부드는 1912년까지 의회의장으로 재임하면서 1908년-1914년에는 라페 지역 판사로 활동했다.
제1차 세계 대전이 일어나자 러시아는 핀란드인 관리들을 러시아인으로 교체하기 시작했다. 스빈후부드는 러시아 행정장관 콘스탄틴 카잔스키의 명령이 위법하다고 판단하고 그 명령에 따르기를 거부했다. 그 결과 스빈후부드는 1914년 11월 판사직에서 잘리고 시베리아 톰스크로 유배를 갔다. 시베리아에서 스빈후부드는 수렵과 옷수선을 배우며 비밀리에 독립운동가들과 접촉을 계속했다. 러시아 2월 혁명이 일어나자 스빈후부드는 동네 경찰서로 찾아가서 "날 여기로 쫓아보낸 자가 체포되었소. 난 이제 집에 갈 거요"라고 말했다. 헬싱키로 돌아온 스빈후부드는 영웅으로 대접받았다.

## 독립과 내전
스빈후부드는 1917년 11월 27일 원로원장이 되었고 같은 해 12월 6일 핀란드 독립 선언에 연서자로 이름을 올렸다. 또 상트페테르부르크로 가서 핀란드 독립을 마뜩치 않아하던 블라디미르 레닌을 개인 자격으로 면담했다. 스빈후부드 원로원은 러시아 제국군 중장 출신의 만네르헤임 남작을 총사령관으로, 민병대 조직인 시민위병을 전신으로 하는 핀란드군을 조직하도록 했다. 우연찮게도 원로원의 창군 법안 통과와 동시에 내전이 시작되었다.
내전 기간 동안 스빈후부드는 헬싱키에 숨어 독일과 스웨덴에 개입을 요청했다. 공산주의자들과 내전을 치르면서 보수화된 스빈후부드는 군주주의자가 되었다. 1918년 3월 스빈후부드는 헬싱키를 탈출하여 바사에 원로원을 차리고 정부수반이 되었다. 5월 18일 핀란드 왕국 섭정직에 오르고 5월 27일 원로원장에서 물러나면서 정부수반직은 내려놓았지만 대신 국가원수직을 얻게 되었다.
내전에서는 승리했지만 독일 제국이 1차대전에서 패망함으로써 빌헬름 2세의 매제 프리드리히 카를 폰 헤센 공자가 왕위에 오르기로 되어 있었던 핀란드 왕국도 없던 일이 되어버렸다. 이에 스빈후부드는 모든 공직에서 물러나 칩거하면서 우익 민병대인 시민위병에만 얼굴을 비췄다.

## 총리 및 대통령
1925년 스빈후부드는 보수정당인 국민연합당 후보로 대통령에 출마했지만 낙선했다. 반공 극우정당 라푸아 운동이 등장한 이후 라우리 크리스티안 렐란데르 대통령은 라푸아 운동의 고집으로 인해 스빈후부드를 총리로 임명했다. 1931년 대통령 선거에 다시 도전한 스빈후부드는 당선되었고 만네르헤임 남작을 국방평의회 주석으로 임명했다.
스빈후부드는 반공주의자였고, 공산주의 성향의 의원들은 모두 체포되었다. 1932년 2월에는 맨챌래 반란이 일어나 시민위병과 라푸아 운동이 내각 사퇴를 요구했다. 그러나 스빈후부드가 라디오 방송으로 해산을 종용하자 반란은 허무하게 와해되었다.
스빈후부드는 내각제 지지자는 아니었다. 그는 대통령이 정당들과 의논한 뒤 각료를 임명할 권한이 있어야 한다고 보았다. 3년 10개월간 지속된 키비매키 내각은 소수여당내각이었는데 대통령제에 기울어 있었다. 스빈후부드는 대공황에 맞서기 위해서는 대통령제가 더 적합하다며 이 생각을 적극 지지했다. 하지만 1934년 역시 보수 성향인 의원 에드빈 링코미에스가 내각제를 폐지하고 대통령에게 절대권력을 주자고 제안했는데 스빈후부드는 이를 기각했다. 스빈후부드는 그보다는 범우파 연정으로 사민당의 재집권을 막는 것이 핀란드에 더 좋은 일이라고 보았다. 스빈후부드가 보기에 지나치게 급격한 변화는 핀란드 사회를 혼란으로 몰아가고 마르크스주의가 부활하게 할 위험이 있었다. 그렇다고 스빈후부드는 무작정 사민당에게 반대하지도 못했다. 그는 핀란드 주재 독일 대사 비페르트 폰 블뤼허에게 만약 자신이 연임된다면 사민당 집권을 막을 자신이 없다고 개인적으로 털어놓을 정도로 충분히 현실을 파악하고 있었다. 사민당은 어쨌든 한때 의회의 과반을 장악했던 핀란드 최대의 정당이었다. 내전으로 인해 위축되고 탄압당했지만 그들의 부활은 시간문제였다. 과연 1937년 대통령 선거에서 스빈후부드가 그렇게 경계하던 농업-사민 연정이 이루어지면서 스빈후부드는 낙선한다.
겨울전쟁 말엽에는 아돌프 히틀러, 베니토 무솔리니를 만나보려 시도했지만 교황 비오 12세만 만났다. 계속전쟁 때는 소련 국경 너머로 팽창을 계속할 것을 주장했다.
스빈후부드는 핀란드가 소련과의 정전을 한참 모색하던 와중인 1944년 루매키에서 죽었다.

## 역대 선거 결과
| 선거명      | 직책명          | 대수 | 정당       | 1차 득표율 | 1차 득표수 | 2차 득표율 | 2차 득표수 | 3차 득표율 | 3차 득표수 | 결과 | 당락 |
| ----------- | --------------- | ---- | ---------- | ---------- | ---------- | ---------- | ---------- | ---------- | ---------- | ---- | ---- |
| 1931년 선거 | 핀란드의 대통령 | 3대  | 국민연합당 | 29.33%     | 88표       | 32.67%     | 98표       | 50.33%     | 151표      | 1위  |      |
| 1937년 선거 | 핀란드의 대통령 | 4대  | 국민연합당 | 31.33%     | 94표       | 34.67%     | 104표      |            |            | 2위  | 낙선 |
| 1940년 선거 | 핀란드의 대통령 | 5대  | 국민연합당 | 0.34%      | 1표        |            |            |            |            | 3위  | 낙선 |

## 같이 보기
- 핀란드 독립선언